# 沖宮
26°12′10.0″N 127°40′37.5″E / 26.202778°N 127.677083°E
沖宮是日本沖繩縣那霸市的一個神社，位於奧武山公園東部。沖宮是琉球八社之一，在日本近代社格制度中為無格社。
沖宮祭祀天受久女龍宮王御神（天照大神）、天龍大御神、天久臣乙女王御神以及熊野三神（即伊奘冉尊、速玉男尊、事解男尊）。

## 历史
根據《琉球國由來記》記載，1713年（正德三年），有一熊野權現的靈木漂至那霸港，遂建沖宮以祭祀之。其地址原本位於那霸埠頭之地（今那霸市西3丁目），1908年那霸建造現代港口之際，沖宮遷往遷往那霸市安里町安里八幡宮的旁邊，其別當寺臨海寺則遷往那霸市住吉町。由於沖宮是琉球神社建築中的典型案例，於1938年被日本列為國寶。但在1945年沖繩島戰役中被燒毀。1961年，在通堂町重建。1975年，遷於奧武山公園內的現址。
- OpenStreetMap上有關沖宮的地理